# Поросозеро (станция)
По́росо́зеро (карел. и фин. Porajärvi) — промежуточная пассажирская железнодорожная станция Октябрьской железной дороги на 79,9 км перегона Лахколамен — Аконъярви Западно-Карельской магистрали.

## Общие сведения
Станция территориально расположена в одноимённом посёлке Суоярвского района Карелии. Сдана в эксплуатацию 30 сентября 1956 года в составе первой очереди Западно-Карельской магистрали. Станция оборудована новым пассажирским павильоном. Пассажирское здание (уничтожено пожаром) и билетная касса отсутствуют. Билеты приобретаются в штабном вагоне у начальника поезда. На станции останавливаются все проходящие пассажирские поезда.
Ранее к станции примыкали несколько подъездный путей, один из которых обслуживал склад ГСМ. Также сохранилась грузовая платформа, однако пути к ней разобраны. На противоположной (западной) от перрона стороне сохранилась кирпичная водонапорная башня 62°41′52″ с. ш. 32°41′16″ в. д..

## Пассажирское движение
По состоянию на 2019 год по станции проходят пассажирские поезда дальнего следования: № 680 сообщением Петрозаводск — Костомукша — Петрозаводск и № 350 сообщением Санкт-Петербург — Костомукша — Санкт-Петербург.
| Сезонное обращение поездов                 |
| ------------------------------------------ |
| Костомукша - Петрозаводск №680А            |
| Петрозаводск - Костомукша №680Ч            |
| Костомукша - Анапа №680А (Бесперес. вагон) |
| Анапа - Костомукша №293С (Бесперес. вагон) |

| Круглогодичное обращение поездов                   |
| -------------------------------------------------- |
| Костомукша - Санкт-Петербург №350В                 |
| Санкт-Петербург-Костомукша №350А                   |
| Костомукша - Петрозаводск №350В (Бесперес. вагоны) |
| Петрозаводск - Костомукша №682А (Бесперес. вагоны) |

## Галерея

Станция Поросозеро
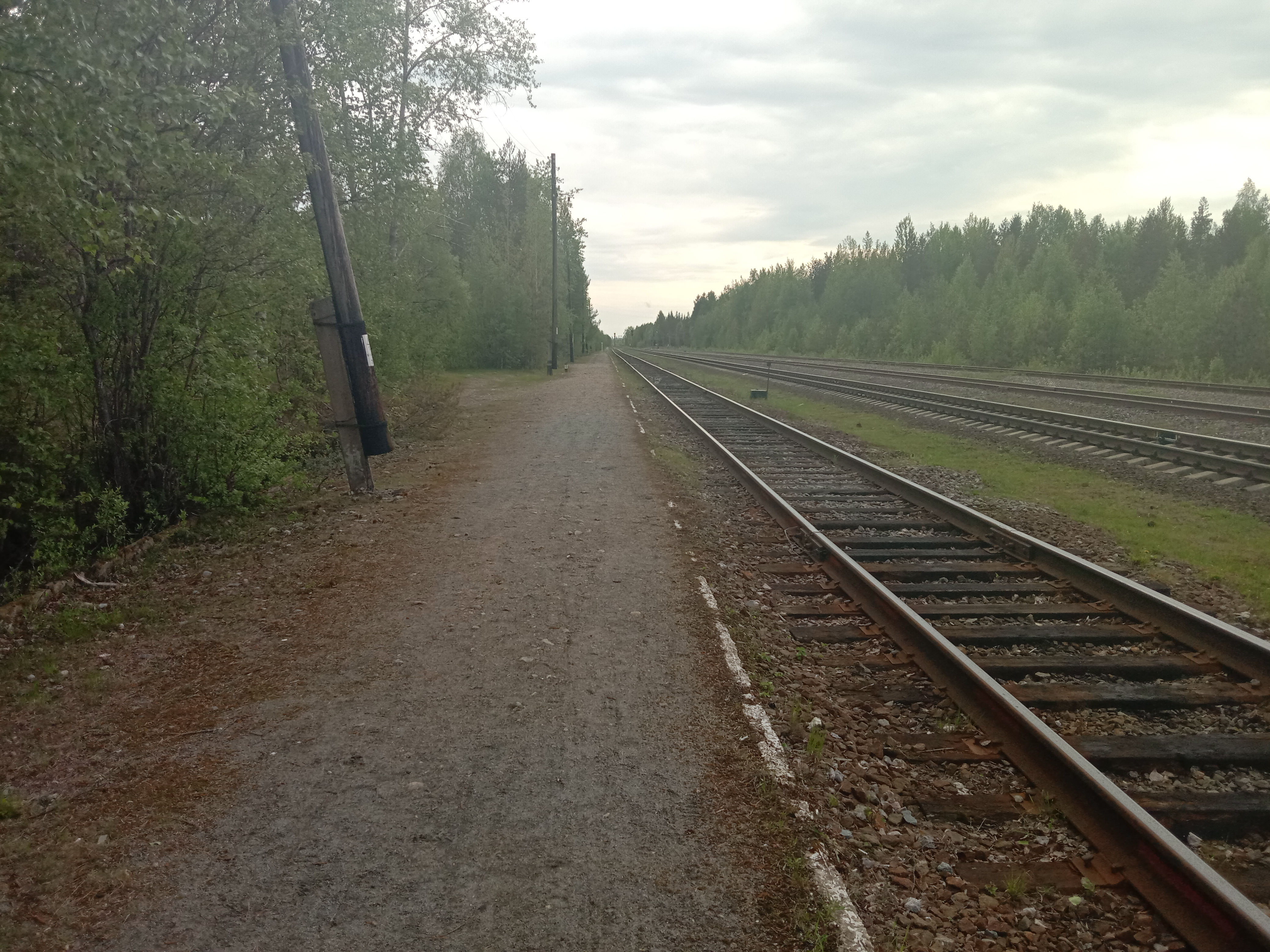
Вид в сторону Лахколамен.
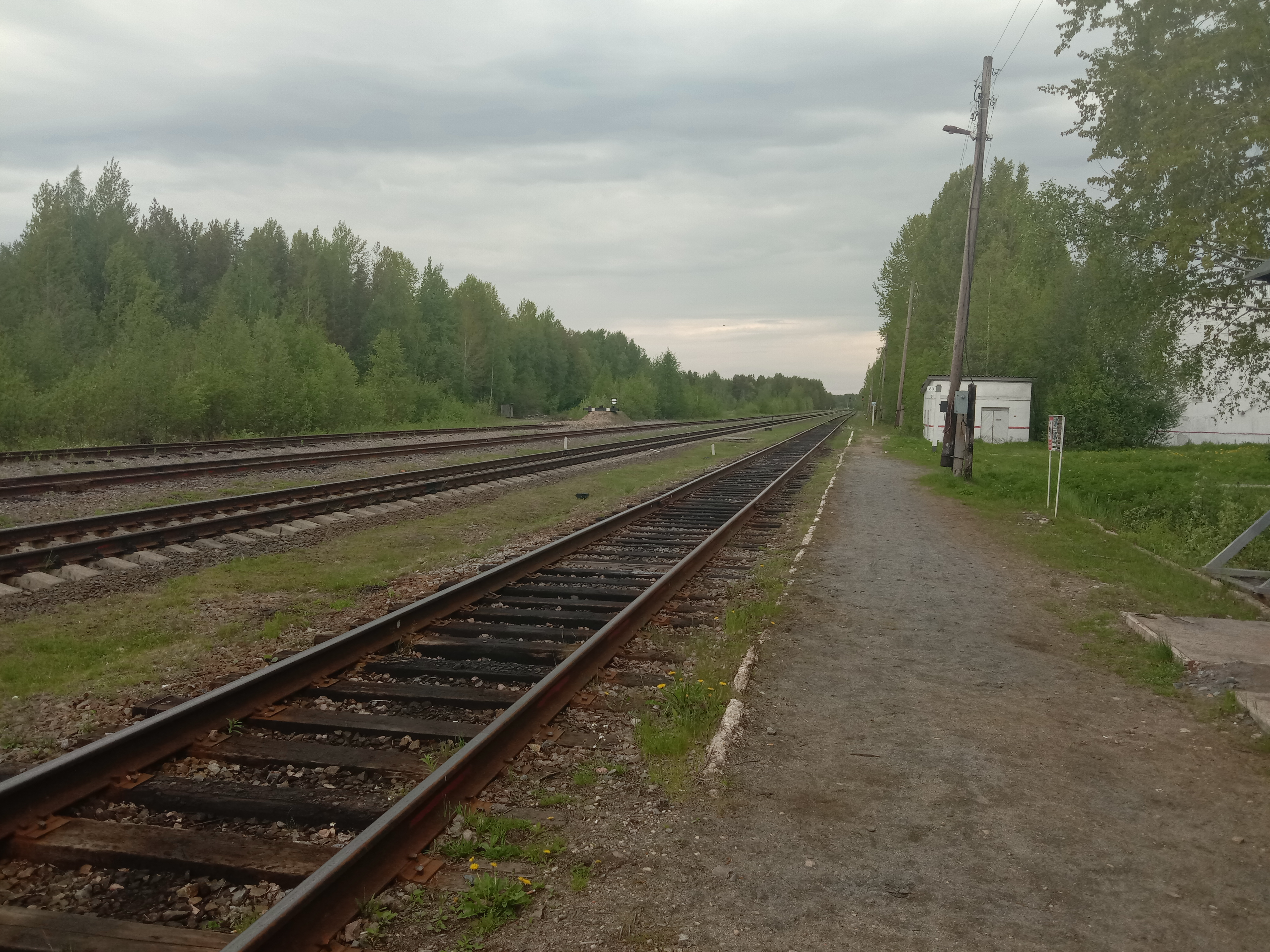
Вид в сторону Аконъярви.
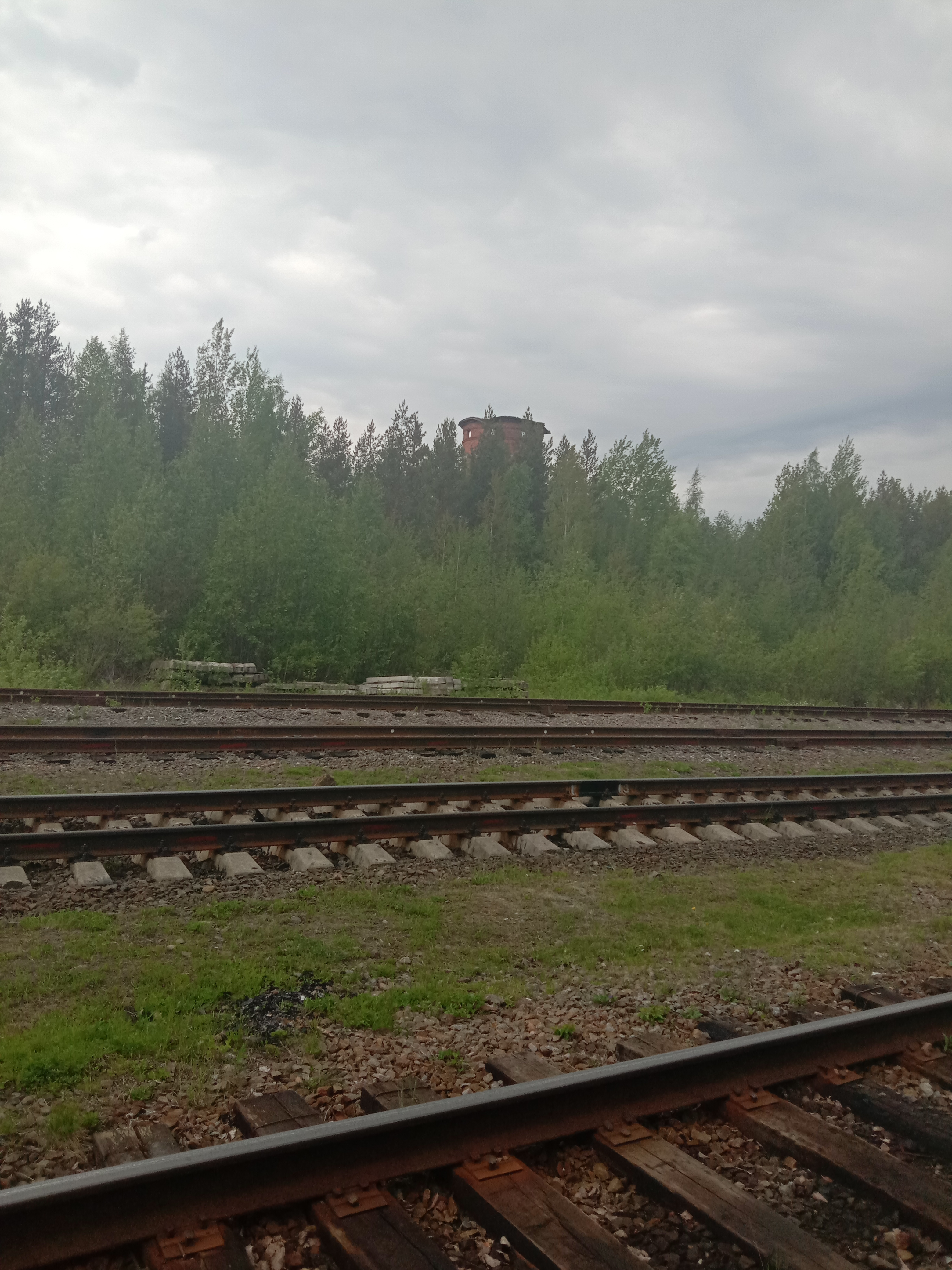
Водонапорная башня.
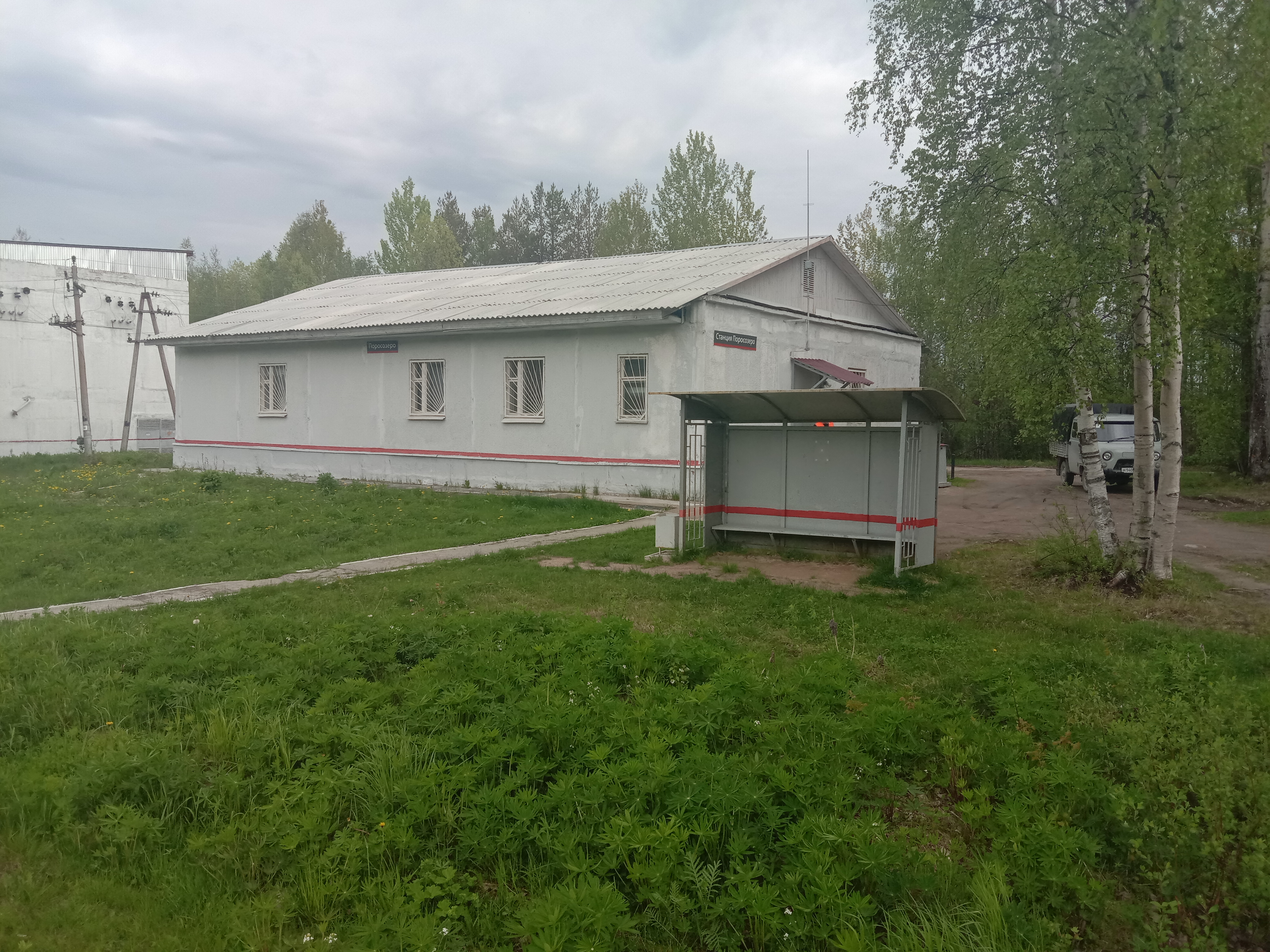
Пассажирский павильон.
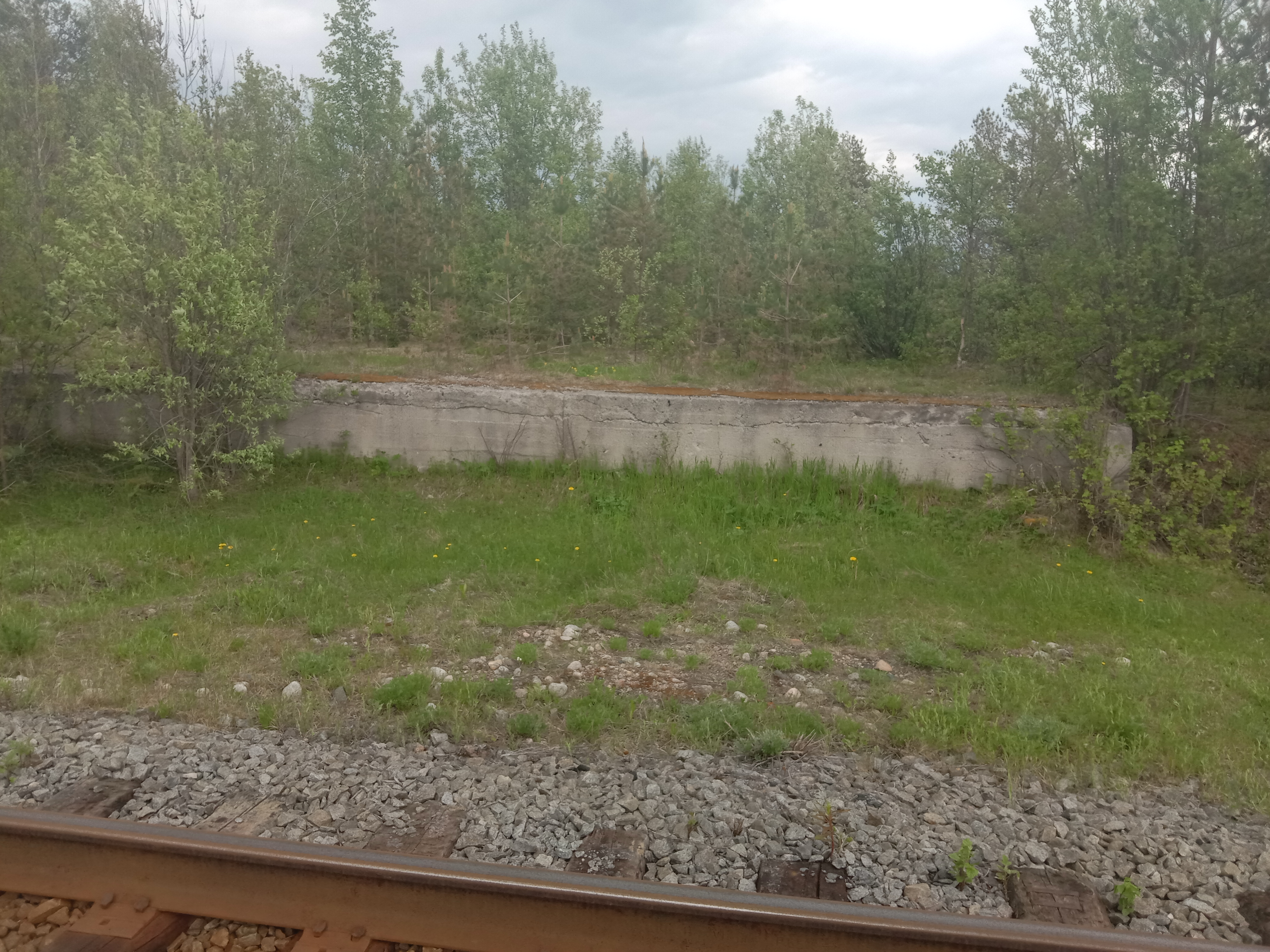
Неиспользуемая грузовая платформа.
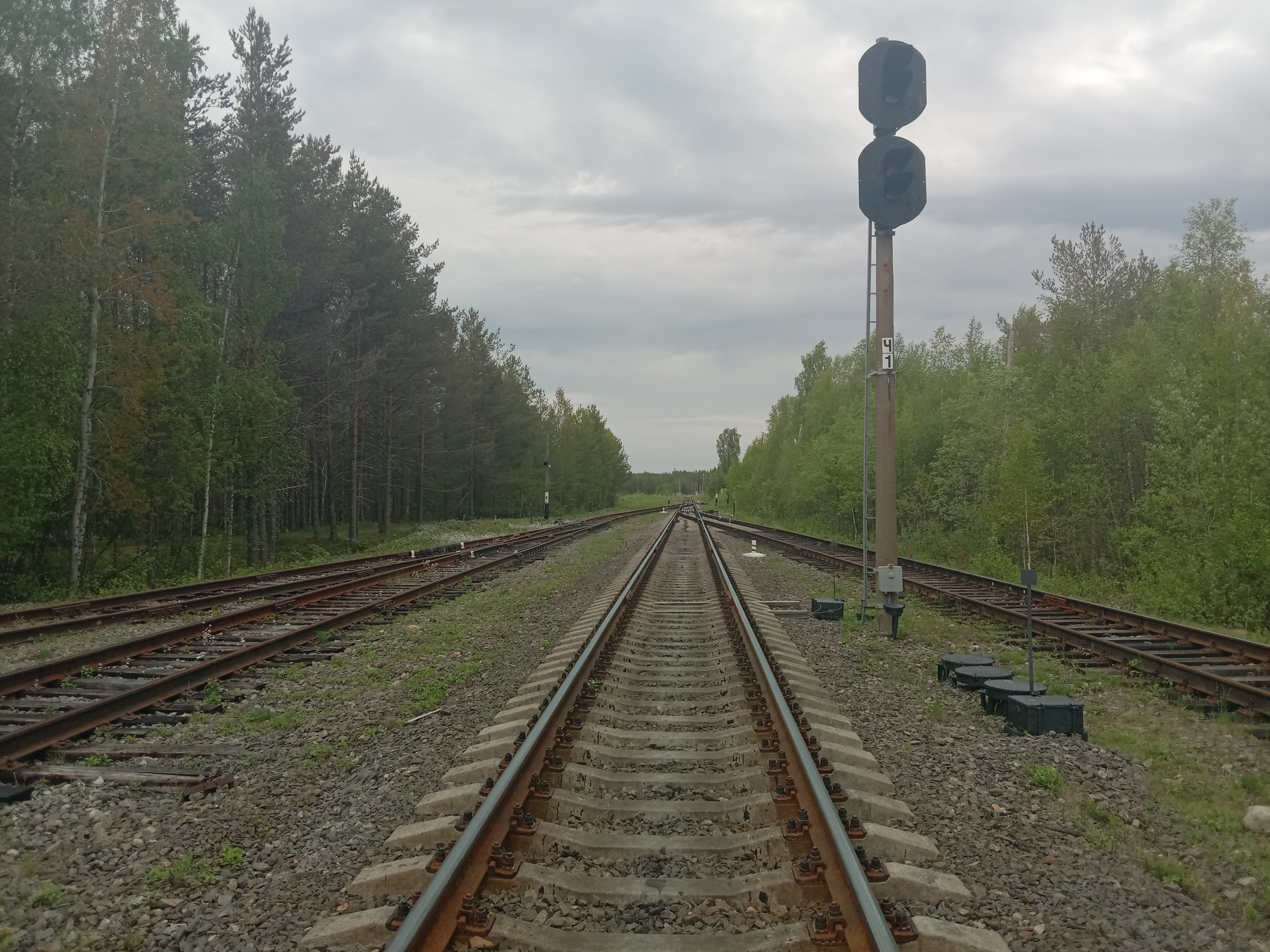
Пути станции.